# Manuel Augusto Mendes Papança
Manuel Augusto Mendes Papança (Reguengos de Monsaraz, 28 de Dezembro de 1818 — Coimbra, 13 de Outubro de 1886) foi um grande proprietário rural e político, que se distinguiu como presidente da Câmara Municipal de Reguengos de Monsaraz e como benemérito.

## Biografia

### Nascimento
Nasceu em Reguengos de Monsaraz, em 28 de Dezembro de 1818.

### Carreira política
Como presidente da Câmara Municipal de Reguengos de Monsaraz, foi um dos principais responsáveis pelo progresso da povoação durante a segunda metade do século XIX. Assumiu o cargo por volta de 1851, tendo uma das suas primeiras obras sido o pagamento da dívida da autarquia à Fazenda Nacional, utilizando os seus próprios fundos. Foi por sua iniciativa que foram construídos os edifícios da Igreja Matriz, dos Paços do Concelho e de várias escolas primárias, abertas diversas estradas, feito o calcetamento das ruas, instalado um cemitério em condições, e furados vários poços. Fundou igualmente o Hospital e a Santa Casa da Misericórdia de Reguengos, e um asilo para ambos os sexos na sua propriedade da Quinta Nova, que foi mantido pelos seus descendentes. Também foi o principal impulsionador e organizador da divisão dos terrenos da Casa de Bragança, que foi uma grande obra de apoio social às camadas mais pobres, e levou a uma grande expansão da vinicultura no concelho.
Em 1876, ano de graves problemas para o concelho, utilizou a sua própria habitação como um celeiro, para distribuição de alimentos aos habitantes mais desfavorecidos.
Outros dados biográficos
Em 6 de Novembro de 1880, adquire à proprietária, Maria Luisa Caldas Pereira, as quintas de Santa Bárbara e da Boneca, nas Caldas da Rainha. A última, será revendida a Feliciano Bordallo Pinheiro, e, a 30 de Junho de 1884, ali irá ser fundada a Fábrica de Faianças das Caldas.

### Falecimento
Faleceu em 3 de Outubro de 1886, na cidade de Coimbra.